# Belur Math
Belur Math (en bengali বেলুড়মঠ, en français Monastère de Belur), est un ensemble d’institutions, temples et écoles sis au bord du Hooghly (bras du Gange) à Belur, au Bengale occidental (Inde). Fondé au début du XXe siècle par Vivekananda comme monastère hindou et quartier général de la Ramakrishna Mission il est un centre intellectuel et religieux important de l’hindouisme moderne. 
Construit en 1935, le temple principal, qui occupe le centre du campus, est remarquable pour son architecture unissant motifs et symboles hindous, chrétiens et musulmans dans le but de suggérer l’unicité et universalité de la foi en Dieu. 

## Histoire
En janvier 1897 Vivekananda fonde deux monastères, l’un à Belur et l’autre à Mayavati dans l’Himalaya. Le but est d’y recevoir et former des jeunes gens qui deviendraient ‘sannyasin’ de la ‘Mission de Ramakrishna’.  Vivekananda qui avait voyagé à travers toute l’Inde visitant monuments d’inspiration moghol et temples hindous, autant qu’en Europe cathédrales et églises gothiques ou romanes, souhaite incorporer ce qu’il a vu dans les plans du temple de Belur Math. Il meurt cependant en 1902, avant de voir son rêve réalisé.
Le projet est mené à bien par son confrère (et disciple direct de Ramakrishna) Swami Vijnananda, ingénieur de formation, alors président de la 'Ramakrishan Mission'. La première pierre du temple massif est posée en 1935 et les travaux sont dirigés par la société d’ingénierie de Howrah, 'Martin Burn'.  Il est inauguré le 14 janvier 1938. La R.K. Mission voit dans ‘Belur Math’ une symphonie architecturale.
Belur Math est une des attractions touristiques et religieuses les plus importantes des environs de Calcutta. Et très nombreux sont les fidèles qui assistent aux cérémonies religieux et festivals qui y sont célébrés.  

## Campus
Outre les bâtiments proprement monastiques le large campus (16 hectares) au bord du fleuve Hooghly héberge de nombreux autres édifices, temples et institutions où se déroulent les activités spirituelles, sociales et éducatives de la 'Ramakrishna mission'.

### Le temple de Ramakrishna
L’entrée de cet édifice de grande dimension, au centre du campus, a une façade de style bouddhiste. Ce qui s’élève au-dessus fait penser aux temples hindous de l’Inde du Sud. Fenêtres et balcons rappellent le style moghol et rajput de l’Inde du Nord.  Le dôme est inspiré de l’architecture européenne de la Renaissance et le plan au sol est celui d’une croix latine. Le temple s’élève à une hauteur de 34 mètres. La décoration architecturale (dômes, fenêtres, nef, piliers, mobilier) emprunte délibérément aux différentes grandes traditions religieuses. 

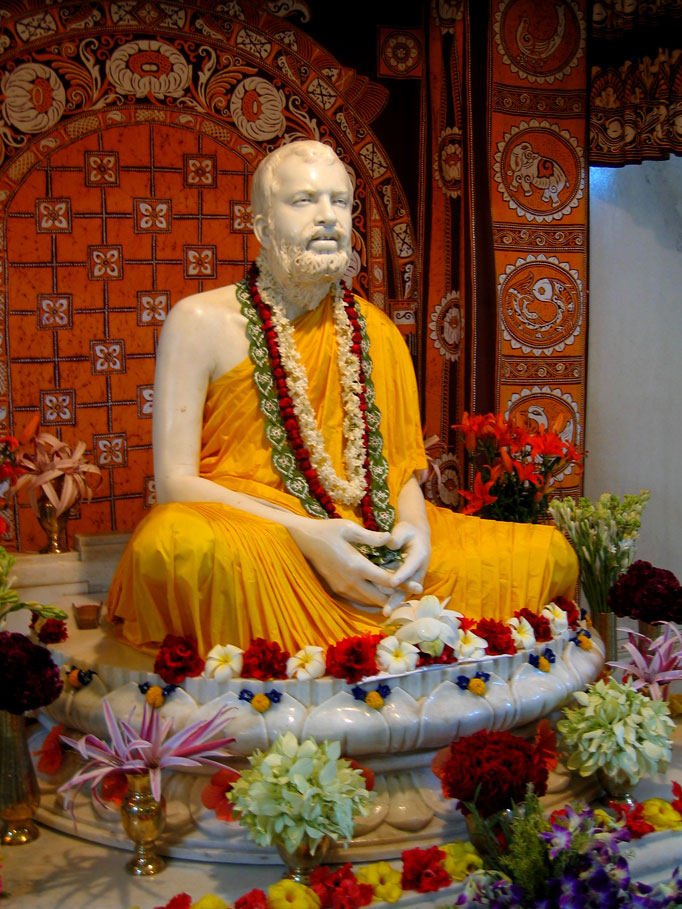
La statue de Ramakrishna

Une statue de grande dimension de Sri Ramakrishna, vêtu de couleur safran, se trouve assis au cœur d’un lotus aux cent pétales. Elle contient des reliques du saint hindou et est œuvre de Gopeswar Pal, un artiste de Calcutta. Le baldaquin est fait de bois de teck importé de Birmanie. Nandalal Bose est un autre artiste qui contribua à la décoration intérieure du temple. 
Dans ce temple qui permet de larges rassemblements sont célébrés annuellement les jours anniversaires de Ramakrishna, Vivekananda et Sarada Devi de même que les festivals importants de Kumari Puja (dont la tradition remonte à Vivekananda lui-même, en 1901) et Durga puja (en octobre). 

### Le temple de Vivekananda
Le ‘temple de Vivekananda’ (un mausolée) se trouve à l’endroit où le corps de Swami Vivekananda fut incinéré après sa mort, en 1902 : son samadhi. Consacré le 28 janvier en 1924 le mausolée porte sur sa partie supérieure le caractère sacré de la religion hindoue Om̐.  Près du monument se trouve un bael sous lequel Vivekananda avait habitude de s’asseoir (au bord du fleuve) et où il demanda que l’on l’incinère. Il y enseigna jusqu’au matin même de sa mort (4 juillet 1902). Il avait 39 ans.    

### Le temple de Sarada Devi
Également au bord du fleuve se trouve le temple de Sarada Devi: un mausolée édifié et consacré en 1921 à la mémoire de celle qui fut la femme et soutien spirituel de Ramakrishna (la ‘Sainte Mère’).
Près de ce temple se trouve un autre mausolée, dédié à Swami Brahmananda, disciple direct de Ramakrishna.

### Le musée
Un musée de deux étages abrite des objets ayant appartenu à Ramakrishna, à sa femme Sarada Devi, et à Vivekananda. La pièce où vécut Ramakrishna, dans une annexe du temple à la déesse Kali, à Dakshineswar, y a été recréée, avec les objets qui lui étaient familiers. Une salle donne une chronique illustrée du développement du mouvement de Ramakrishna au Bengale.

## Institutions
D’autres institutions importantes se trouvent sur le campus. Une école secondaire avec internat et faculté universitaire (fondée en 1941). Un institut pour la formation de professeur (fondé en 1958). Et l’infrastructure nécessaire aux services médicaux, sociaux et autres fournis par les moines de la R.K.Mission auprès de groupe défavorisés et classes sociales démunies.
L'École secondaire ashrama de la mission Baranagore Ramakrishna (BRKMAHS) est une école secondaire de premier cycle pour garçons dans le North 24 Parganas, dans le Bengale occidental, en Inde. L'école a été fondée en 1912. L'école est gérée par l'autorité d'ashrama de la mission Baranagore Ramakrishna sous la direction de la Mission Ramakrishna à Belur Math (prise en charge en 1924),,.